# Bahnhof Eppingen
Der Bahnhof Eppingen ist ein Bahnhof in der Stadt Eppingen in Baden-Württemberg. Es handelt sich um einen Verzweigungsbahnhof, in welchem die Bahnstrecke Steinsfurt–Eppingen von der Kraichgaubahn (Bahnstrecke Heilbronn–Eppingen–Karlsruhe) abzweigt. Er wird von der Linie S 4 der Stadtbahn Karlsruhe/Stadtbahn Heilbronn sowie von der Linie S 5 der S-Bahn RheinNeckar andererseits bedient. Die nächsten Zugmeldestellen sind Sulzfeld (Richtung Bretten/Karlsruhe), Gemmingen (Richtung Heilbronn) und Steinsfurt (Richtung Sinsheim/Heidelberg).

## Geschichte

### Entstehung
In den 1870er Jahren wurde der Bahnhof zusammen mit der Kraichgaubahn von Karlsruhe‐Grötzingen nach Heilbronn von der Stadtgemeinde Karlsruhe erbaut, und mit gemeinsam mit dieser im Oktober 1879 von der badischen Staatsbahn gekauft eröffnet. Im August 1880 kam der württembergische Streckenteil aus Heilbronn hinzu.
Eppingen wurde dabei unter anderem deshalb als Wechselbahnhof gewählt, weil beim Hauptbahnhof Heilbronn eine nochmalige Erweiterung nicht nur mit großen Kosten verknüpft wäre, sondern auch die Einrichtung des Bahnhofes, namentlich aber die Führung eines weiteren Geleises in demselben zur ausschließlichen Benützung für Baden verschiedene Veränderungen und viele Schwierigkeiten herbeiführen würde.
Jedoch wurde der Personen‐ und Gepäckverkehr schon durchgängig von der badischen Eisenbahn durchgeführt.
Es war außerdem noch eine Bahnstrecke von Bruchsal nach Eppingen als Fortsetzung der Bruhrainbahn angedacht, die jedoch aufgrund der zwischenzeitlich entstandenen Strecke Bruchsal–Bretten nicht realisiert wurde.
Schon damals gab es Überlegungen zu Verbindungsstrecken von Ubstadt durch das Kraichbachtal und über Sickingen (Flehingen) nach Eppingen, sowie von Eppingen nach Grombach oder über Steinsfurt nach Helmstadt oder Waibstadt (zur badischen Odenwaldbahn). Im Jahr 1900 wurde die Bahnstrecke Steinsfurt–Eppingen eröffnet.
Nahe dem heutigen Bahnübergang „Bahnhofstraße“ entstanden ein Postamt und ein Gasthaus „Zur Eisenbahn“. Es gab einen Güterschuppen, sowie je einen Lokschuppen der beiden Bahnen.

### Stadtbahn‐Zeit

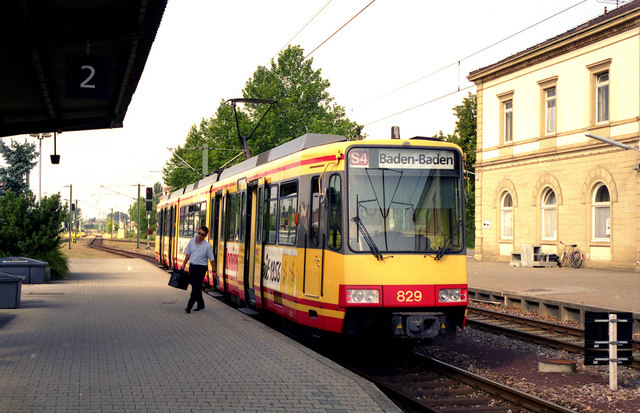
Eine AVG‐Stadtbahn auf Gleis 2

1996 pachtete die Albtal-Verkehrs-Gesellschaft (AVG) zusammen mit der Kraichgaubahn auch den Bahnhof für 25 Jahre und modernisierte ihn für die Stadtbahn Karlsruhe. Hierbei wurden unter anderem die mechanischen Stellwerke durch ein ESTW ersetzt.
2006 erwarb die Stadt Eppingen den 120 m langen und 5470 m² großen Geländestreifen südlich des Güterbahnhofs, der zuvor unter anderem von einer Spedition und der Firma Dieffenbacher genutzt wurde, und legte dort Kraftfahrzeugparkplätze an.
Ende 2009 wurde auch die S-Bahn RheinNeckar nach Eppingen erweitert. Für bessere Umsteigemöglichkeiten zwischen den S‐Bahn‐Systemen wurde ein neues Gleis errichtet, und die Bahnsteige wurden von 38 cm auf 55 cm (Gleise 1, 2 und Teil von Gleis 3 für Stadtbahn Karlsruhe) und 76 cm (Gleis 22 und Teil von Gleis 3) erhöht, was etwa drei Millionen Euro kostete. Zuvor hielten die Züge von und nach Steinsfurt auf Gleis 1 oder 2, die Karlsruher Stadtbahnen Richtung Heilbronn auf Gleis 3, die Richtung Karlsruhe auf dem verbleibenden Gleis. Während der Bauzeit gab es an Gleis 4 einen Behelfsbahnsteig, an dem die Züge Richtung Steinsfurt hielten. Seit dem Umbau halten die S‐Bahnen aus Steinsfurt auf Gleis 22 am Zungenbahnsteig, die Stadtbahnen auf Gleis 2 und 3.
Eppingen war einer der drei Halte der Kraichgau-Sprinter zwischen Karlsruhe Hbf und Heilbronn Hbf.

## Bahnanlagen
Der Bahnhof besteht aus den Bahnhofsteilen Eppingen West, Eppingen Pbf und Stebbach.
Im westlich gelegenen Bahnhofsteil Eppingen West ist aufgrund der vorhandenen Signalanlagen aus Sulzfeld kommend nur die Fahrt ins rechte Gleis möglich. In die Gegenrichtung sind jedoch beide Gleise nutzbar, wobei bereits die Signale im Bahnhofsteil Eppingen Pbf als Ausfahrsignale dienen. An beiden Gleisen befindet sich je ein 120 m langer Außenbahnsteig nach AVG‐Standard. Östlich der Bahnsteige ist der Bahnübergang km 40,020 „Mühlbacher Straße“.
Neben dem Bahnübergang km 40,513 „Bahnhofstraße“ steht das im Juli 1997 außerbetriebgenommene Stellwerk Ew, ein mechanisches Stellwerk der Einheitsbauform, das wahrscheinlich unter Denkmalschutz steht. Die Stadt Eppingen kaufte es im Jahr 2009 von der DB Netz AG, die es zuvor zusammen mit der Strecke an der AVG verpachtet hatte, und stellte es dem Verein Heimatfreunde Eppingen zur Verfügung.
Der Hauptteil des Bahnhofs besteht aus den beiden durchgehenden Hauptgleisen 1 und 3, dem dazwischen liegenden Hauptgleis 2, dem beim Umbau Ende 2009 entstandenen nur am Ostende an Gleis 2 angebundenen und südlich neben diesem liegenden Hauptgleis 22, dem südlich neben Gleis 3 liegenden, 529 m langen Hauptgleis 4, sowie den Ortsstellbereichen an Güterbahnhof und Abstellhalle. Fahrten mit Streckengeschwindigkeit sind durch Gleis 3 sowie aus Gleis 2 in Richtung Karlsruhe möglich. Aus Gleis 1 kann nach Stebbach immerhin mit 80 km/h (statt 50 km/h aus den übrigen Gleisen) gefahren werden, jedoch nur ins linke Gleis.
An Gleis 1 befindet sich der heute 120 m lange und 55 cm hohe Hausbahnsteig, der bis Anfang 2010 160 m lang und 38 cm hoch war. Die Gleise 2, 3 und 22 liegen an einem gemeinsamen Insel‐ bzw. Zungenbahnsteig, der im Hauptteil 55 cm hoch, im neben Gleis 22 liegenden Teil (dort auch an Gleis 3) 76 cm hoch ist. Der niedrige Bahnsteigteil ist 120 m lang, der hohe Teil an Gleis 22 140 m, an Gleis 3 165 m. Der Mittelbahnsteig ist seit der Modernisierung Ende 2009 vom Hausbahnsteig aus über Reisendenübergänge in Kilometer 40,710 und 40,842 – an den Bahnsteigenden von Gleis 1 und 2 – zu erreichen. Zuvor befand sich ein Reisendenübergang zum damals 38 cm hohen und 160 m langen Bahnsteig bei der Mitte des Empfangsgebäudes.

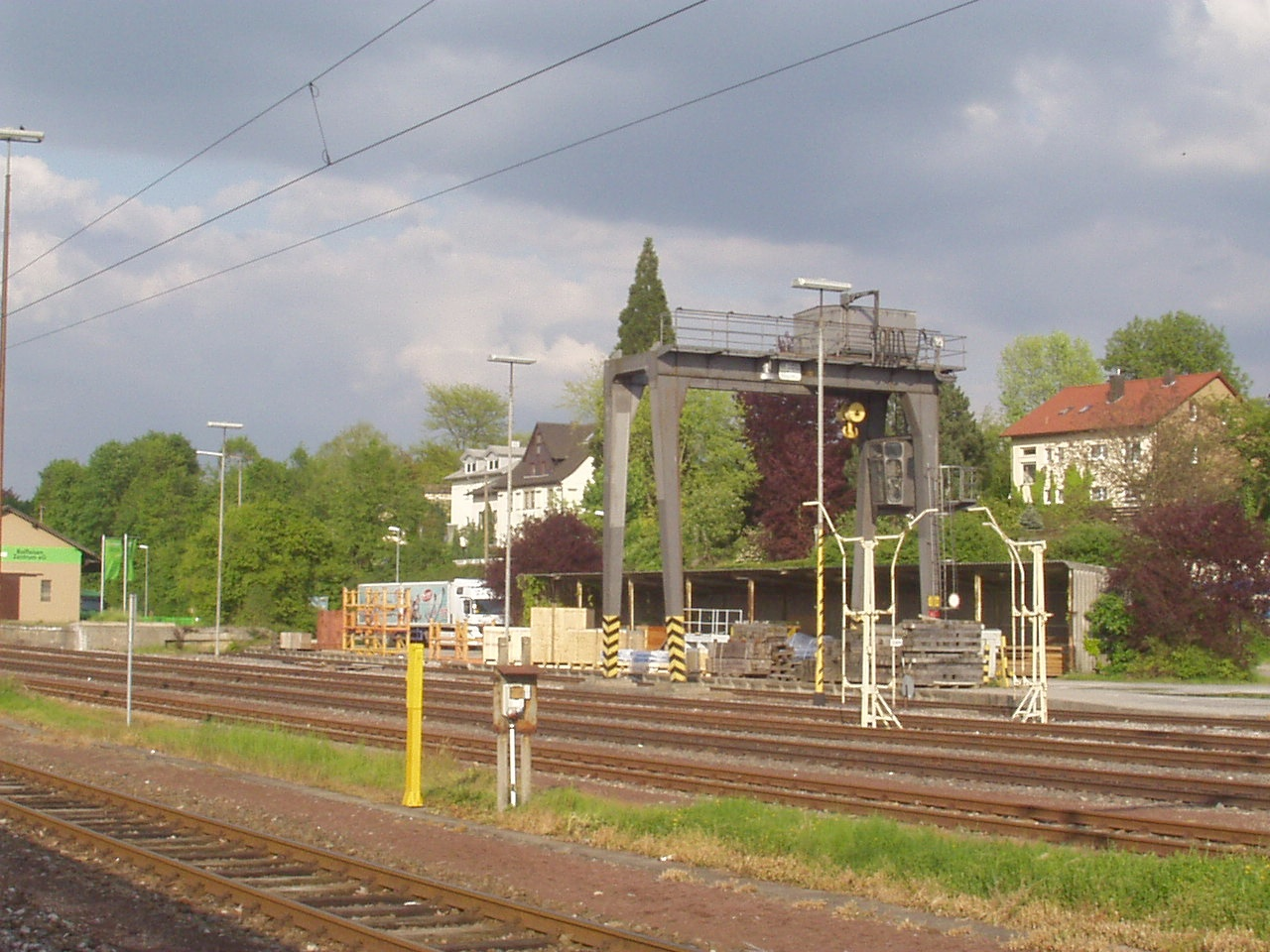
Gleise 5 bis 9 im Mai 2005

Im Güterbahnhofbereich befinden sich die 460 m bzw. 385 m langen Nebengleise 5 und 7, die im Westen an Gleis 4 angebunden sind und im Osten in ein Ausziehgleis münden, das auch aus Gleis 4 erreichbar ist. Dazwischen liegt das nur im Osten an Gleis 7 angebundene, 430 m lange Gleis 6. Südlich davon ist das nur westlich angebundene, 120 m lange Gleis 8 mit einer Ladelehre zu einer Laderampe am Raiffeisen‐Getreidelagerhaus, sowie das 290 m lange Gleis 9 an der Ladestraße mit bis etwa 2007 einem Bockkran und einer ehemaligen Brückenwaage. Am Ausziehgleis befindet sich im Bereich des Bahnübergangs km 41,652 „Lanzstraße“ ein Gleisanschluss eines Recyclingunternehmens. Diese Gleise sind im Gegensatz zu allen anderen Bahnhofsgleisen nicht mit Oberleitung überspannt. Bis 1992 war hier die größte Zuckerrüben-Verladeanlage Süddeutschlands.
Nordöstlich steht eine dreigleisige Abstellhalle der AVG, deren Gleise westlich an Gleis 1 angebunden sind. Die Gleise sind für EBO‐Regelfahrzeuge nutzbar, die 140‐m‐Bogenradien befahren können. Die Hallengleise 15 und 16 sind 120 m lang. Das südlichste Hallengleis, 14, ist 165 m lang und auch auf der Rückseite der Halle in Richtung Osten an Gleis 1 angebunden.
Der Bahnhofsteil Stebbach umfasst lediglich den restlichen zweigleisigen Abschnitt. Seine beiden Hauptgleise haben somit eine Nutzlänge von jeweils etwa 3,75 km, jedoch sind dort keine Rangierfahrstraßen vorgesehen. An deren Ende laufen die Gleise an der Weiche 62 – mit Gleis 3 als geradem Strang – zusammen, an deren Spitze der Streckenwechsel als Überbleibsel der Grenze zwischen Baden und Württemberg ist. Kurz vorher zweigt aus Gleis 1 an der Weiche 61 die Strecke nach Steinsfurt ab; Die dortige Infrastrukturgrenze zu DB Netz befindet sich nach etwa 250 m am Einfahrsignal G.
Im Bahnhof befindet sich das ESTW, das für die Strecke von Bauerbach bis Heilbronn zuständig ist. Das SICAS‐S5‐Stellwerk ist im Juli 1997 in Betrieb genommen worden und wurde bis Ende 2011 vor Ort durch zwei Mitarbeiter bedient. Inzwischen wird es über eine VICOS‐OC‐111‐Fernsteuerung aus der Zentralen Leitstelle Karlsruhe (ZeLeiKa) gesteuert.

## Empfangsgebäude

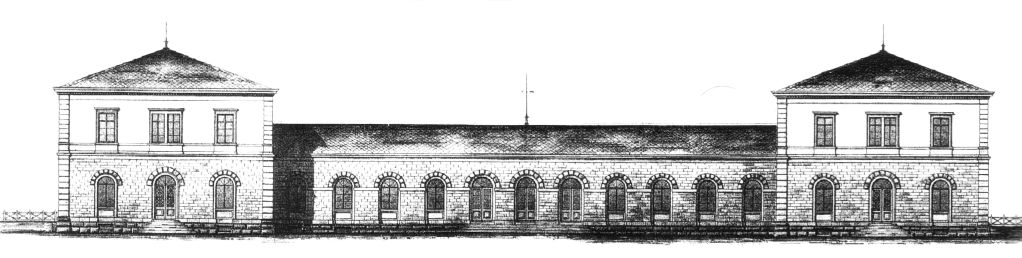
Aufriss des Empfangsgebäudes bei der Eröffnung 1879

Das bis heute erhaltene Empfangsgebäude wurde 1879 erbaut.
Das Empfangsgebäude wurde 2004 renoviert, wobei das Stellwerk verlegt wurde. Hierbei erhielt es zwei wintergartenartige Glasanbauten, in derer östlichem ein Stehcafé eingerichtet wurde; Im westlichen wurden hinter verspiegelten Scheiben die Fahrdienstleiterarbeitsplätze untergebracht. Außerdem war im Gebäude das Reisebüro Benz mit Fahrkartenverkauf und städtischer Touristikinformation. Die Büroflächen im Erdgeschoss des Westturms wurden durch verschiedene Organisationen genutzt. Im Ostturm war eine Gaststätte vorgesehen. Seit 1. Januar 2005 gilt im Empfangsgebäude ein Rauchverbot. Im Juni 2005 wurde ein DB ServiceStore eröffnet, der acht Monate später wieder geschlossen und sollte 2007 mit einem anderen Pächter, der auch die ServiceStores in Durlach und Bretten übernahm, wieder eröffnet werden, was jedoch an Zweifeln an der Wirtschaftlichkeit scheiterte.
Die Stadt Eppingen war schon länger an einem Erwerb des Gebäudes interessiert – bereits Anfang der 2000er Jahre waren 500 000 Deutsche Mark hierfür vorgesehen –, ohne eine Einigung mit der DB erreichen zu können, als DB Immobilien im Oktober 2012 das Gebäude zum Verkauf ausschrieb. Die Stadt kündigte an, kein Gebot abgeben zu wollen, und kaufte das Gebäude noch vor Jahresende für 450.000 €, mit Grunderwerbsteuer für 478.000 €. Das historistische Gebäude mit fast 1000 m² Nutzfläche gehört seit dem 1. Januar 2013 der Stadt Eppingen und steht unter Denkmalschutz.
Am 25. Juni 2013 beschloss der Gemeinderat die Modernisierung des Gebäudes, die etwa 2,68 M€ kostete. Im September 2013 begannen die Vorarbeiten, bis September 2016 wurde der Umbau weitgehend fertiggestellt. Die beiden Anbauten wurden dabei wieder entfernt. Seit Ende 2014 steht der Mittelbau Reisenden wieder als Aufenthaltsraum zur Verfügung und enthält eine öffentliche Toilettenanlage. Die „Diakonische Jugendhilfe Region Heilbronn“ (DJHN) ist nun für 20 Jahre Mieter der Büros in beiden Türmen und hat dort ihren Verwaltungssitz. Die Stadt hat durch das Empfangsgebäude jährlich Mieteinnahmen in Höhe von etwa 72.000 €, wodurch die entstehenden Kosten gedeckt werden können.
Die DJHN betreibt im Empfangsgebäude inzwischen ein Café, das seit Anfang 2017 auf Wunsch der Stadt auch einen personalbedienten Fahrkartenverkauf anbietet. Den hierbei entstehenden Verlust will die Stadt ausgleichen.